# Blendtec
Blendtec是美國一家攪拌機製造商，為K-TEC公司的部門之一，創始人為Tom Dickson。成立於1975年，總部位於猶他州奧勒姆。其以系列廣告「Will It Blend?」的病毒式行銷聞名。
2013年7月，Blendtec以Blendtec Signature Series™和Stealth®攪拌機系列的創新榮獲2013年金獎創新獎。Blendtec也是營養品公司Blendfresh™的母公司，該公司於2014年7月14日開始運營。

## 產品
家用攪拌機
- 經典560
- 經典570
- 經典575
- 設計師625
- 設計師675
- 設計師725
- 專業750
- 專業800
- Tom Dickson極限攪拌機

營業用攪拌機
- EZ 600
- 主廚600
- 主廚775
- 行家825
- 隱形875
- 自助服務冰沙機
- BDI
- BI
- BD8
- BlendPoint

罐子
- WildSide Jar
- FourSide Jar
- Twister Jar
- 迷你 Twister Jar

磨機和攪拌機
- 廚房用磨機
- Mix n' Blend II

## 鏈接
- Blendtec (家用攪拌機)（页面存档备份，存于）
- Blendtec (商用攪拌機)（页面存档备份，存于）